# Labena tarsata
Labena tarsata är en stekelart som beskrevs av Ian D. Gauld 2000. Labena tarsata ingår i släktet Labena och familjen brokparasitsteklar. Inga underarter finns listade i Catalogue of Life.